# ناو کلاس ایوشیما
کروزر کلاس ایوشیما (به انگلیسی: Ioshima-class cruiser) یک کلاس از کشتی است که طول آن ۳۶۰ فوت (۱۱۰ متر) می‌باشد.